# In due
Az In due Nek ötödik lemeze, ami 1998. júniusában jelent meg. Az album érdekessége, hogy a dalokat Nek még az előző albumát népszerűsítő turnéján írta.

## Dalok
1. Se io non avessi te (Ha nem lennél az enyém)
2. Sto con te (Veled vagyok)
3. Noi due  (Mi ketten)
4. Se una regola c'è  (Ha van egy szabály)
5. Ho in testa te (Csak te jársz a fejemben)
6. Giusto o no (Igaz vagy nem)
7. Con un ma e con un se (Egy de-vel és egy ha-val)
8. Basta uno sguardo (Elég egy tekintet)
9. Se vuoi se puoi (Ha akarsz, ha tudsz)
10. C'è tutto un mondo (Egy egész világ van)
11. Una dose di te (Egy dózis belőled)
12. Le vibrazioni di una donna (Egy nő vibrálásai)
13. Nemmeno un secondo (Egy másodperc se)
14. ... Non sei mai lontano (Többé már nem vagy messze)